# Cidadania da língua
A cidadania da língua é o reconhecimento da língua como um dos constituintes fundamentais da identidade dos indivíduos e grupos, além de determinante na participação e inclusão social. Refere-se não apenas à habilidade de se comunicar efetivamente em uma língua comum compartilhada por uma comunidade de países ou pessoas, mas também a necessidade de reconhecer a  diversidade de tons,  acentos e histórias. A língua é um amalgama sócio-cultural e de afetos. A cidadania da língua é uma categoria que vem sendo utilizada no sentido de pertença e identidade para além dos territórios e fronteiras legais.

## Campos de estudo
A cidadania da língua pode ser abordado por diversas disciplinas acadêmicas. Alguns dos campos de estudo que se relacionam com a cidadania da língua incluem:  
1. Sociolinguística:  estuda a relação entre a língua e a sociedade, incluindo questões de poder, prestígio e identidade. Nesse sentido, a sociolinguística examina as práticas linguísticas e as políticas relacionadas à cidadania da língua.
2. Política linguística:  envolve o estudo das políticas e práticas relacionadas às línguas em uma determinada sociedade. Isso inclui a análise das políticas de ensino de línguas, direitos linguísticos, planejamento linguístico e medidas adotadas para promover a diversidade linguística e a cidadania da língua.
3. Estudos de direitos humanos:  examinam os direitos fundamentais das pessoas e a forma como esses direitos são protegidos em âmbito nacional e internacional. A cidadania da língua está relacionada aos direitos linguísticos e ao acesso igualitário à língua, o que se enquadra no escopo dos estudos de direitos humanos.
4. Educação linguística:  aborda a forma como as línguas são ensinadas e aprendidas em um contexto educacional. Isso inclui a análise das políticas de educação multilíngue, programas de educação bilíngue e o papel da educação na promoção da cidadania da língua.
5. Estudos culturais:  investigam as práticas culturais, identidades e representações simbólicas em uma sociedade. A cidadania da língua está intimamente ligada à diversidade cultural e à valorização das línguas como expressões culturais, tornando os estudos culturais um campo relevante para a compreensão desse conceito.

## Implicações sócio-políticas da cidadania da língua
Um exemplo notável de esforços para promover a cidadania da língua ocorreu através do Acordo de Mobilidade dos Países da Comunidade dos Países de Língua Portuguesa (CPLP)  
A CPLP é uma organização intergovernamental composta por nove países que compartilham a língua portuguesa como idioma oficial: Angola, Brasil, Cabo Verde, Guiné-Bissau, Moçambique, Portugal, São Tomé e Príncipe, Timor-Leste e Guiné Equatorial. 
O acordo de mobilidade para membros da CPLP foi assinado pelo governo português em 17 de julho de 2019, durante a XII Conferência de Chefes de Estado e de Governo da CPLP, realizada em Santa Maria, na ilha do Sal, em Cabo Verde e entrou em vigor em 1º de janeiro de 2020, tendo como  como objetivo facilitar a livre circulação de pessoas entre os países da CPLP. O Brasil assinou o acordo em Luanda, 17 de julho de 2021.  No Brasil o acordou resultou no Decreto 02 de 17/02/2022. O acordo tipifica quatro situações relacionadas à facilidade de mobilidade entre os países signatários: estada de curta duração, estada temporária, visto de residência e autorização de residência.  A partir do acordo surge a possibilidade de os cidadãos de um dos países da CPLP residirem e trabalharem em outro país membro sem a necessidade de visto, desde que atendam a determinados requisitos. Esses requisitos incluem comprovação de meios de subsistência, seguro de saúde e criminal, além de outros critérios específicos de cada país. 
Além de facilitar a mobilidade, o acordo também incentiva o intercâmbio cultural e educacional entre os países da CPLP, fortalecendo os laços culturais e linguísticos entre eles. Ao promover a cidadania da língua, o acordo contribui para a construção de uma comunidade de nações lusófonas mais unida e conectada, capaz de enfrentar desafios comuns e explorar oportunidades conjuntas. Esse é um exemplo da língua como critério de pertencimento. 
Varias iniciativas no campo da pesquisa, ações sócio-politicas e culturais surgem dessa percepção. Um exemplo é a campanha sobre cidadania da lingua coordenada pela APBRA com a participação de diferentes atores sociais, artistas e agentes políticos.      

## Etimologia e desdobramentos
Etimologicamente o termo cidadania tem origem na palavra latina "civitas", que significa "cidade" ou "comunidade política". 
O conceito de cidadania vem se expandindo ao longo do tempo se associa à ideia de uma comunidade política mais ampla, e para além dos Estado normativos. A cidadania, nesse sentido, passou a ser vista como um conjunto de direitos e deveres que os indivíduos possuem em relação ao Estado e à sociedade como um todo.
Hoje em dia, a cidadania pode ser entendida como a condição de pertencer a uma comunidade política e desfrutar de direitos e deveres civis, políticos e sociais. Mas, para além disso, também é uma forma de identidade social, que conecta indivíduos a uma comunidade política e promove a coesão social. 
Nesse lastro a  "cidadania da língua" pode ser entendida como a capacidade e o direito de um indivíduo de se expressar, compreender e participar ativamente da vida social, política e cultural de uma comunidade linguística específica. Essa cidadania implica não apenas a habilidade de falar e compreender a língua em questão, mas também a compreensão dos valores culturais e normas sociais que a cercam e de um pertencimento para além de fronteiras geográficas e legais.